# Casper - Scuola di paura (film)
Casper - Scuola di paura  è un film televisivo a cartoni animati in grafica computerizzata del 2006 diretto da Mark Gravas.

## Trama
Il fantasmino Casper è troppo buono e amichevole e non spaventa gli umani come invece fanno tutti i fantasmi, infatti ha anche stretto amicizia con un ragazzino umano di nome Jimmy Bradley. Per questo motivo, Casper viene iscritto dal malvagio Kibosh (il tirannico fantasma Re degli Inferi) alla "Scuola di Paura", una scuola dove si insegna ai giovani mostri come spaventare gli umani e a perfezionare le loro abilità nello spavento. Qui Casper stringe amicizia con un ragazzino-mummia di nome Ra e con la ragazza zombie Mantha, però avrà anche un nemico-rivale, il vampiro Thatch, un bullo che subito prenderà di mira Casper e i suoi amici. Scoperto che il perfido preside della scuola a due teste Alder e Dash vuole conquistare il mondo trasformando gli umani in pietra, Casper farà di tutto per fermarlo con l'aiuto dei suoi nuovi amici.

## Doppiaggio
| Personaggio | Doppiatore originale | Doppiatore italiano |
| ----------- | -------------------- | ------------------- |
| Casper      | Devon Werkheiser     | Federica Valenti    |
| Molla       | Dan Castellaneta     | Sergio Romanò       |
| Ciccia      | Billy West           | Riccardo Peroni     |
| Puzza       | John DiMaggio        | Pino Pirovano       |

## Serie televisiva
Il film è il pilota di un'omonima serie animata che è uscita nel 2009.